# 다가와 고조
다가와 고조(田川孝三, 1909년 ~ 1988년)는 일본의 역사가다.

## 약력
경성제국대학 법문학부를 졸업한 후 1931~1932년 경성제대 법문학부 조수, 1933~1934년 조선사편수회 촉탁, 1935~1938년 수사관보, 중추원 촉탁, 1940~1943년 조선사편수회 수사관을 지냈다. 종전 후에는 동양문고를 거쳐 도쿄대 동양사학과 교수로 재직했다. 도쿄대에 조선문화연구실을 설립했다.

## 기타
- 야마구치 현립대 도서관에 있는 사도세자가 장인 홍봉한에게 보낸 편지를 촬영해 1965년부터 도쿄대에 보관하다가 퇴직 후 유품으로 남겼다. 권두환 서울대 교수가 2007년에 도쿄대에서 조선 영조ㆍ장조(사도세자)ㆍ정조의 편지 58첩 가운데, 11첩을 촬영한 사진을 발견해 그 중 사도세자의 편지내용을 번역해 공개했다. 이 자료가 일본에 있게 된 이유로 1910년~1916년 사이에 초대 조선총독 데라우치 마사타케(寺內正毅)가 이를 입수해 일본에 가져간 것으로 추정된다.[1]